# Katehol 1,2-dioksigenaza
Katehol 1,2-dioksigenaza (EC 1.13.11.1, katehol-kiseonik 1,2-oksidoreduktaza, 1,2-pirokatehaza, katehaza, katehol 1,2-oksigenaza, katehol dioksigenaza, pirokatehaza, pirokatehol 1,2-dioksigenaza, CD I, CD II) je enzim sa sistematskim imenom katehol:kiseonik 1,2-oksidoreduktaza. Ovaj enzim katalizuje sledeću hemijsku reakciju
katehol + O2 {\displaystyle \rightleftharpoons } cis,cis-mukonat
Za rad ovog enzima neohodan je Fe3+. On učestvuje u metabolizmu nitro-aromatičnih jedinjenja kod vrsta Pseudomonas putida.

## Literatura
- Nicholas C. Price; Lewis Stevens (1999). Fundamentals of Enzymology: The Cell and Molecular Biology of Catalytic Proteins (Third изд.). USA: Oxford University Press. ISBN 019850229X.
- Eric J. Toone (2006). Advances in Enzymology and Related Areas of Molecular Biology, Protein Evolution (Volume 75 изд.). Wiley-Interscience. ISBN 0471205036.
- Branden C; Tooze J. Introduction to Protein Structure. New York, NY: Garland Publishing. ISBN 0-8153-2305-0.
- Irwin H. Segel. Enzyme Kinetics: Behavior and Analysis of Rapid Equilibrium and Steady-State Enzyme Systems (Book 44 изд.). Wiley Classics Library. ISBN 0471303097.

## Spoljašnje veze
- Catechol+1,2-dioxygenase на 